# Dieter Krüger (Leichtathlet)

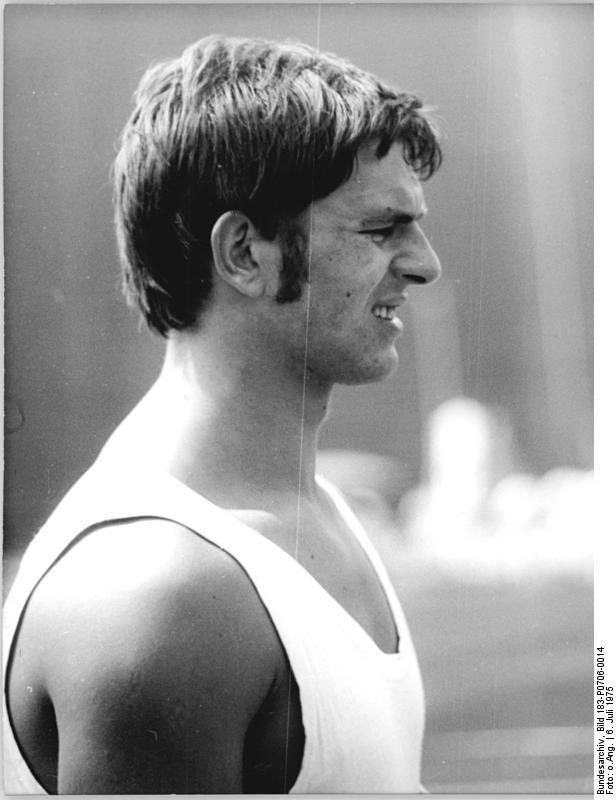
Dieter Krüger

Dieter Krüger (* 8. September 1952) ist ein ehemaliger Leichtathlet aus der Deutschen Demokratischen Republik (DDR). 
Krüger war 1973 und 1975 DDR-Meister im Zehnkampf jeweils vor Stefan Schreyer. Bei seinem zweiten Meistertitel 1975 stellte er mit 8091 Punkten auch seine persönliche Bestleistung auf. Nachdem er 1975 beim Hallenfünfkampf Dritter bei den DDR-Meisterschaften geworden war, belegte er 1976 den zweiten Platz hinter Dietmar Schauerhammer. Ebenfalls Vizemeister wurde Krüger 1978 im Freien hinter Rainer Pottel. Seinen letzten DDR-Meistertitel erkämpfte Krüger 1979, als die Magdeburger 4-mal-100-Meter-Staffel in der Besetzung Olaf Prenzler, Lutz Jaenicke, Andreas Kühne und Dieter Krüger als Schlussläufer in 40,10 s den Endlauf gewann.
Krüger nahm von 1971 bis 1979 an zehn Wettkämpfen im Nationaltrikot teil, aber nicht an internationalen Meisterschaften. Er startete für den SC Magdeburg. Bei einer Körpergröße von 1,94 m betrug sein Wettkampfgewicht 92 kg. In den nach der Wende öffentlich gewordenen Unterlagen zum Staatsdoping in der DDR fand sich bei den gedopten Sportlern auch der Name von Krüger.